# Benja Krik
Benja Krik (russisk: Беня Крик) er en sovjetisk film fra 1926 af Vladimir Vilner.

## Medvirkende
- Matvej Ljarov som Mendel Krik
- Jurij Sjumskij som Benya Krik
- Nikolaj Nademskij som Kolka Pakovski
- Ivan Zamytjkovskij som Gleczik
- Sergej Minin som Sobkov